# Ceracia subandina
Ceracia subandina är en tvåvingeart som beskrevs av Blanchard 1943. Ceracia subandina ingår i släktet Ceracia och familjen parasitflugor. Inga underarter finns listade i Catalogue of Life.